# روبرت ريختر (محامي)
روبرت ريختر (بالإنجليزية: Robert Richter)‏ هو محامي ومحام بالقضاء العالي أسترالي، ولد في 1946 في جمهورية قيرغيزستان الاشتراكية السوفيتية.